# Pristimantis wiensi
Pristimantis wiensi är en groddjursart som först beskrevs av William Edward Duellman och Hiram Wild 1993.  Pristimantis wiensi ingår i släktet Pristimantis och familjen Strabomantidae. IUCN kategoriserar arten globalt som otillräckligt studerad. Inga underarter finns listade i Catalogue of Life.